# جوليوس كروهن
جوليوس ليوبولد فريدريك كروهن (19 أبريل 1835 - 28 أغسطس 1888) كان  باحثًا  فنلنديًا للشعر الشعبي، وأستاذًا في الأدب الفنلندي، وشاعرًا، وكاتب. ومترجمًا وصحفيًا. ولد في فيبورغ وكان من أصل ألماني في البلطيق. عمل كروهان كمحاضر في اللغة الفنلندية في جامعة هلسنكي منذ عام 1875 وكأستاذ جامعي من عام 1885. وكان أحد أبرز الباحثين في الشعر الشعبي الفنلندي في القرن التاسع عشر. لغته الأم هي الألمانية.

## روابط خارجية
- جوليوس كروهن على موقع ميوزك برينز (الإنجليزية)